# Usbekistans håndboldlandshold (damer)
Usbekistans håndboldlandshold er det usbekiske landshold i håndbold for kvinder som også deltager i internationale håndboldkonkurrencer. De reguleres af Usbekistans håndboldforbund.
Holdet deltog første og eneste gang ved et VM under VM 1997, hvor de kom på en 21. plads.

## Resultater

### Verdensmesterskaberne
- 1997 - 21. plads
- 2021 - 30. plads

### Asienmesterskaberne
- 1997: 4. plads
- 2002: 7. plads
- 2008: 9. plads
- 2010: 6.plads
- 2012: 6. plads
- 2015: 5. plads
- 2017: 5. plads
- 2021: 5. plads